# Nick Palatas
Nicholas Edward "Nick" Palatas (Bethesda, 22 januari 1988) is een Amerikaanse acteur. In 2009 vertolkt hij de rol van het personage Shaggy Rogers in de film Scooby Doo: In the Beginning. Zijn belangrijkste rol tot dusver was die van Flip Fowler in de film The Erogenous Zone uit 2007.

## Filmografie
- Biblioteca Nacional de España: XX5640873
- Bibliothèque nationale de France: cb16205084d (data)
- International Standard Name Identifier: 0000 0001 1456 2803
- Library of Congress Control Number: no2010094627
- Nederlandse Thesaurus van Auteursnamen: 327487984
- Système universitaire de documentation: 160173094
- Virtual International Authority File: 120772260
- WorldCat: E39PBJpPCgcVhg96vGDGyj74MP